# خوان اسنایدر (بازیکن فوتبال، زاده ۱۹۹۲)
خوان اسنایدر (انگلیسی: Juan Esnáider؛ زادهٔ ۳۱ ژانویهٔ ۱۹۹۲) بازیکن فوتبال اهل اسپانیا است.
از باشگاه‌هایی که در آن بازی کرده‌است می‌توان به باشگاه فوتبال اوئسکا و باشگاه فوتبال رئال ساراگوسا اشاره کرد.